# لابيون
لابيون هي بلدية في مقاطعة أن، في اوت دي فرانس عند شمال فرنسا .